# 2-я особая русская пехотная бригада

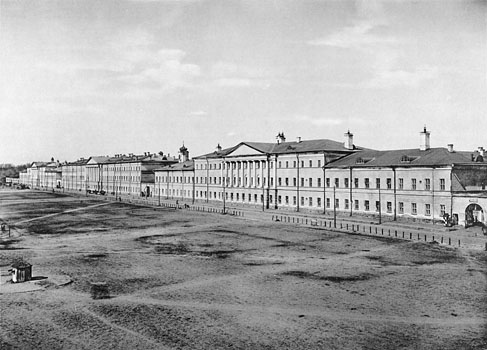
Хамовнические казармы, 1913 год.

Маршруты движения экспедиционного корпуса Русской армии.

2-я особая пехотная бригада — особое формирование (соединение, пехотная бригада) Русской императорской армии, входившее в состав межсоюзнических воинских контингентов (Экспедиционный корпус русской армии во Франции и Греции), сформированных специально для действий на Балканах во время Первой мировой войны в 1916—1917 годах.
Как указывает современный историк В. Ж. Цветков, 2-я особая бригада выражала, говоря современным языком, «геополитические интересы» России на Балканах  и олицетворяла собой реальную помощь России единоверным братьям-славянам. Император Николай II очень серьёзно относился к традиционной миссии России по защите единоверных славян на Балканах, и потому сразу же санкционировал этот проект.

## Предпосылки
Союзники намеревались перебросить на Салоникский фронт 1-ю особую бригаду, однако против такого плана решительно возразил Начальник штаба Верховного Главнокомандующего генерал М. В. Алексеев, доказывавший, что чины 1-й бригады уже были сориентированы на отправку во Францию, поэтому внезапное изменение маршрута могло оказать негативное влияние на боевой дух бойцов. Генерал Алексеев предложил вместо этого сформировать специально для Салоников другую, 2-ю особую бригаду.

## Формирование
Бригада формировалась в Хамовнических казармах в Москве весной — летом 1916 года в составе 3-го и 4-го особых пехотных полков и Маршевого батальона. Укомплектование бригады производилось намеренно кадровыми офицерами и унтер-офицерами. При этом формирование бригады велось путём выделения целых рот из уже существующих полков, что придавало частям большую сплоченность.
По штату в бригаде насчитывалось 224 офицера и 9 338 нижних чина. Командиром 3-го особого пехотного полка был назначен полковник Тарбеев, 4-го особого полка — полковник Александров, маршевого батальона — полковник Демьянов. Штабом бригады был назначен руководить полковник Шишкин.
Все необходимые технические средства, стрелковое оружие, пулемёты бригаде должны были быть предоставлены французами по прибытии пехотной бригады на Балканы, на Родине же войска снабжались только походными кухнями и двуколками. Обоз при бригаде должен был быть сформирован уже по прибытии в Салоники.
Во время подготовки бойцов к отправке на Балканы командующий бригадой генерал Дитерихс на учениях принципиально проявлял дотошность и максимальную педантичность, так как бригаде предстояло стать лицом Русской армии на Балканах. Историк В.Ж. Цветков пишет, что сохранились приказы командующего, показывающие такие отношения генерала к подготовке бригады.

## Путь наСалоникский фронт

Русские войска Особой бригады прибывают в Салоники

В отличие от 1-й бригады, направлявшейся во Францию через Дальний Восток, 2-ю особую бригаду было решено отправлять морем через порт Архангельск в Брест. Первый эшелон в составе штаба и части 3-го полка во главе с генералом Дитерихсом отправился на 3 пароходах «Венесуэла», «Мартазан» и «Умтали» из России 21 июня (4 июля) 1916 года. 3 июля корабли прибыли в Брест, где французы устроили русским солдатам торжественную встречу, после чего бригаду перевезли через всю Францию в Марсель по железной дороге, и, посадив там 5 августа на войсковой транспорт «Галлия», доставили уже непосредственно в Салоники.

На Салоникском фронте

Русская 2-я особая бригада не могла принять сразу же участие в намеченном Саррайлем наступлении, так как по графику она должна была прибыть на Салоникский фронт тремя эшелонами: 27 июля, 8 и 10 августа. Вновь прибывшие русские части необходимо было ещё вооружить и обучить обращаться с незнакомым им оружием европейского образца, снабдить обозной частью и так далее. Прибывавшие русские войска размещались в большом военном лагере Зейтенщинк, на окраине города, где находилась основная союзная военная база, склады и госпитали. Со снабжением русской бригады происходили накладки, например, для обоза бригады были присланы из Австралии совершенно необъезженные мулы, погонщиков к которым также не было. Поэтому из состава прибывшего с первым эшелоном 3-го полка пришлось выделить 550 бойцов в качестве погонщиков. В районе Салоников, кроме того, свирепствовала малярия, поэтому в этом полку было и без того до 180 больных. Таким образом, де факто некомплект только по 3-му русскому полку составил уже 850 штыков.
4-й полк бригады опоздал с прибытием в лагерь в частности в связи с тем, что 15 августа 1916 года под Марселем своими же солдатами был убит временно командующий 3-м батальоном 4-го особого полка подполковник М. Краузе, в связи с чем командир полка полковник Александров был вынужден задержаться в Марселе для производства следствия, передав временно командование своим полком подполковнику Осиковскому.
Генерал Дитерихс, прибывший в первом эшелоне с 3-м полком, делал все от него зависящее для ускорения подготовки и оснащения подчинённых ему войск.
С самого момента прибытия 2-й особой бригады в Салоники сразу же поступила просьба со стороны Сербского командования Верховному Союзному командованию о включении русских войск в состав Сербской армии, на что русский командующий генерал Дитерихс ответил твёрдым отказом, ссылаясь на «неудобство включать войска великой державы в состав малого государства», исходя в первую очередь из соображений дипломатии и заботясь об интересах своих бойцов — в случае согласия на сербское предложение, он потерял бы право голоса на совещаниях старших военачальников всех союзных контингентов на Салоникском фронте.
Русские части, прибывшие в Грецию в начале августа, выступили на фронт уже в конце месяца.

## Боевые действия

Салоникский фронт в 1916—1917 годах

17 августа, в день заключения соглашения с Румынией, болгары сами перешли в наступление на армии генерала Саррайля, нанеся удары одновременно по обоим слабым флангам союзников в районе Дойрана и в Западной Македонии. Быстрому наступлению болгар способствовало содействие со стороны греческих офицеров, чьи войска демобилизовывались в это время - ещё в феврале 1916 года между немцами и правительством Греции было заключено негласное соглашение о неоказании греками сопротивления болгарским частям, ведомым германскими офицерами.
В момент прибытия войск генерала Дитерихса на Салоникский фронт неудачно вступила в войну Румыния, сразу начав терпеть поражения. Войскам Салоникского фронта пришлось срочно спасать нового союзника, и Верховный командующий межсоюзническими войсками генерал Саррайль бросил 2-ю особую бригаду, сосредоточение которой ещё было не завершено, на ликвидацию прорыва болгар, сумевших упредить наступление всего Салоникского фронта в поддержку Румынии.
Вскоре стала очевиден характер демонстрации болгарского наступления на этом направлении, и что основной удар болгарами наносится в направлении на Монастырь-Острово, против Сербской армии. 1-я болгарская армия здесь атаковала левое крыло 3-й сербской армии и отбросила югославян к Костуру от Лерины, а левый фланг Дунайской дивизии к Островскому озеру. Сербам пришлось оставить Флорину, Баницу, а 23 августа болгары захватили линию высот в районе Моглены. В итоге болгарам удалось охватить с двух сторон группировку союзных войск.
Такое положение беспокоило Саррайля, который собрал 20 августа у себя всех старших военачальников союзных контингентов. На совещании впервые присутствовал и начальник 2-й особой бригады генерал-майор М.К. Дитерихс. На совещании обсуждался вопрос о срочном сосредоточении всех сил на направлении болгарских ударов и отражении их атак и переходе самим в наступление на западном, сербском направлении.
На угрожаемый участок Сербское командование перебросило Вардарскую дивизию и 1-ю Тимокскую бригаду из состава 2-й армии. На левом же фланге, южнее озера Острово, Саррайль хотел создать сильную группу в составе 2-й французских дивизий и русской 2-й особой бригады под общим командованием Командующего французской Восточной армией генерала Кордонье. В задачу этой группировки входило обойти правый фланг болгар наступлением вдоль хребта Баба Нарецка на Флорину и Монастырь.
2-я особая бригада Дитерихса оказалась, вместе со слабыми численно 57-й и 156-й французскими дивизиями, в составе ударной группировки, в задачу которой было поставлено своим манёвром решить исход предстоящего сражения. Из состава русской бригады в этот момент был готов к срочному выступлению лишь 3-й полк, ослабленный выделением погонщиков к мулам, однако в сложившейся обстановке генерал Дитерихс решил двинуться вместе с ним, не дожидаясь окончания подготовки 4-го полка бригады.
Первый бой русских частей на Салоникском фронте произошёл 10 сентября 1916 года, когда имея в своем распоряжении всего лишь один полк и свой собственный штаб, генерал Дитерихс вышел в бой совместно с французскими частями. После отражения атаки болгарской пехоты союзники начали приготовления к занятию города Монастырь на юге сербской Македонии, главный удар наносили войска Восточного участка фронта, и бригада Дитерихса оказалась на острие. Несмотря на тяжёлые горные условия, в которых приходилось вести наступление, 17 сентября союзники овладели ключевой позицией на подступах к Монастырю – городом Флорина, и одна из целей наступления была достигнута – началось отступление болгар на север.
Верховное Союзное командование оценило успехи Особой бригады в этом наступлении, наградив приказом от 19 октября 1916 года 3-й особый пехотный полк Военным крестом с пальмовой лентой на знамя. Генерал Дитерихс был лично удостоен этой же награды, десятки русских солдат и офицеров получили Георгиевские кресты и ордена.
Следующая атака была назначена на 4 октября, и её было решено предварить общей 24-часовой артподготовкой. 2 октября русский командующий отдал приказ с предписанием войскам в день атаки, сразу после окончания артподготовки, перейти в атаку двумя колоннами. Правая колонна во главе с подполковником Осиковским в составе 3-х батальонов 4-го особого полка и группы 75 мм батарей двигалась в направлении на Каленик. Левой колонне под командованием полковника Тарбеева в составе 3-х батальонов 3-го особого полка с группой конных батарей было предписано наступать на Клестину. 2-бис полк зуавов оставался в резерве.
Болгары предвосхитили атаку союзников, и в ночь со 2 на 3 октября стали отступать на север. Дитерихсу оставалось лишь начать преследование отступающих болгар. Это отступление было связано с поражением болгар в кровавой битве в районе горного массива Каймакчалан.  На 4 октября Дитерихсом своей дивизии была поставлена задача продолжать преследование противника, рассеять части прикрытия неприятеля и настигнуть основные силы отступающего врага. Вечером 4 октября оба полка Особой русской бригады форсировали реку Ракова. При отсутствии правильно организованной разведки, никто в бросившихся в атаку сразу по отражении контратаки болгар, русских полках, прошедших с ходу большое селение Негочаны, не ожидал встретить на своем пути сильно укреплённую позицию болгар. В двух километрах за селом, на гладком поле, русские полки были встречены ураганным пулемётным и ружейным огнём болгар.
Так описывал этот страшный эпизод участник боя, офицер 4-го особого полка В. Н. Смирнов:
Примкнув штыки, бросились роты вперед, и неожиданно наткнулись на широкую полосу проволочных заграждений.
Не имея ножниц, под страшным огнём пытались было безуспешно сбивать прикладами проволоку, но вынуждены были под губительным огнём залечь под ней в холодной осенней воде.
Окопаться в болоте не было возможности. Так и лежали в воде и только под утро отошли примерно на середину поля между укреплениями противника и селом Негочаны, где стали рыть окопы.
Положение русских частей чрезвычайно осложнилось тяжёлыми потерями в составе штаба 4-го полка, остановившегося в одном из домов села Негочаны, который то ли был заранее пристрелян болгарами, то ли сам штаб себя демаскировал. В результате попадания пробившего стену дома и разорвавшегося в комнате снаряда из 6 офицеров штаба был убит 2-го бис полка зуавов полковник Дешизель (фр.   Jean Michel Henri de Chizelle), два переводчика 4-го полка. Адъютант 4-го полка штабс-капитан Кржановский был смертельно ранен и скончался, не приходя в сознание. Получил ранение временно командующий полком подполковник Осиковский. Начиная со следующего дня, 5 октября, русским войскам осталось лишь заниматься укреплением собственных позиций, началось сидение в окопах у Негочан, всего в 2 переходах от цели наступления, Монастыря, продлившееся до 18 ноября, целых 1,5 месяца. Несмотря на 2 предпринятые попытки (6 и 14 октября) штурма, обе, несмотря на мощную артподготовку, закончились ничем: дойдя до проволочных заграждений, русские солдаты не обнаруживали проходов в ней и были вынуждены возвращаться на свои позиции, потеряв в первом случае 8 офицеров и 450 солдат, во втором – 367 солдат.
Франко-Русская дивизия Дитерихса, состоявшая после присоединения к бригаде 4-го особого полка и французского 2-го Бис полка зуавов и 2-х групп артиллерии, вскоре возобновила своё наступление и вскоре, 6(19) ноября 1916 года 1-й батальон 3-го особого русского полка на плечах отступавшего противника ворвался в Монастырь. Взятие этого важного пункта означало прорыв австро-немецко-болгарского фронта и соединение Восточного и Западного участков Салоникского фронта. Как отмечает В.Ж. Цветков, союзные войска впервые вступили на территорию Сербии – в Битоль, положив этим начало освобождения сербского народа от оккупантов. Генерал Дитерихс в своих приказах подчеркивал важность и значение этой победы, как выражение славянского единства, «скрепленного не только Общей Верой и Общей Историей, но и совместно пролитой кровью в боях Великой мировой войны».
Из иллюстрированного журнала Искры, 13 ноября 1916 года № 44: 

Нельзя не приветствовать нового успеха, одержанного нашими доблестными союзниками сербами 6 ноября на македонском фронте. После многодневных упорных боёв в районе Монастыря (Битоля) сербы овладели высотой 1212 к северо-востоку от Чегета. Благодаря одержанной сербами победе положение противника, оборонявшего древнюю столицу Македонии, настолько ухудшилось, что участь Монастыря с этого момента была предрешена. Немцы утверждают, что с занятием упомянутой высоты болгаро-германцы сами очистили город и отошли на позиции к северу от него. Эта версия не соответствует действительной обстановке, которая ясно видна из факта преследования неприятеля, отступающего к Прилепу под натиском сербов. Это доказывает, что отход болгаро-германцев произошёл не вследствие заранее принятого решения, а под давлением сербских, французских и русских войск. Интересно, что упорные, ожесточённые бои вели сербы вместе со своими доблестными союзниками перед Битолем в те же самые исторические дни 2,3,4 и 5 января, как и в 1912 году. Все как дружная семья спешили к церковному благовесту, который 6 ноября должен был раздаться рано утром в Битоле, возвещая знаменательную годовщину его освобождения  от турок. И поспели. В 8 часов утра в город вошли русский пехотный полк и французская и сербская кавалерия.
Прибывший через 2 дня в освобождённый Монастырь сербский королевич Александр Карагеоргиевич, выразил свою особую признательность русским войскам. Подвиги Франко-Русской дивизии Дитерихса отметили во Франции: Верховный командующий межсоюзническими войсками генерал Саррайль, писал в особом приказе: «Русские, в греческих горах, как и на сербской равнине, ваша легендарная храбрость никогда не изменяла вам».
10 января 1917 года за бои под Монастырем генерал Дитерихс был удостоен высшей награды Франции – Ордена Почётного Легиона. Заслуги командующего 2-й особой бригадой в боях под Монастырем были отмечены и в России – Дитерихс был награждён орденом Святого Владимира 2-й степени с мечами.
После освобождения Битоля наступление союзников остановилось и война, как и на других фронтах Великой войны, приобрела позиционный характер. С ноября 1916 года 2-я особая бригада под командованием генерала Дитерихса была включена в состав Сербской армии и занимала позиции в долине реки Церне, а в октябре на Салоникский фронт прибыли новые подкрепления из России – 4-я особая бригада, также вошедшая в состав Сербской армии.
В марте 1917 года русские войска Салоникского фронта получили страшную весть о том, что Государь Император Николай II отрекся от престола. Несмотря на то что, находясь вдалеке от Родины, генерал Дитерихс вряд ли мог понимать подлинный смысл акта отречения, ему пришлось разъяснять своим подчинённым сложившуюся обстановку. И генерал это сделал, исходя из традиционного русского принципа «Армия вне политики», понимая как военный, что главной целью для войск является победа в войне. К тому же в глазах монархиста-Дитерихса Временное Правительство обладало статусом власти, которой велел подчиниться Государь Император и Верховный Главнокомандующий. Бригада приняла присягу новой власти.
Новое наступление союзников на Балканах началось 9 мая 1917 года, накануне которого все союзные войска были объединены в Ударную группу под командованием французского генерала Лебу. В новых боях 2-я особая бригада понесла большие потери: около 1 300 солдат и офицеров было убито, ранено и пропало без вести. Потрясенный гибелью своих лучших бойцов, генерал Дитерихс 18 мая отправил Саррайлю рапорт о необходимости отправки его бригады в тыл, так как с августа 1916 года, когда русские части прибыли в Салоники, войска постоянно пребывали на передовой.
За бой 26 апреля у выс. Дабица были награждены 1500 солдат и офицеров.
24 мая Саррайль подписал приказ об отводе русской бригады в тыл. Этот приказ совпал с реорганизацией русских бригад и сведением их во 2-ю особую дивизию, в командование которой Дитерихс должен был вступить 5 июня 1917 года. Однако уже в начале июля генерала срочно вызвали в Россию.
Весной 1917 г. во французских войсках в Македонии прошли антивоенные выступления, после которых союзное командование увидело в российских войсках «разлагающее влияние» на свои силы. Действительно, в российских бригадах появились требования полного прекращения боевых действий, осенью 1917 г. начались братания с болгарами.
После Октябрьской революции и принятия Декрета о мире солдаты потребовали немедленного возвращения в Россию. Однако французское командование Салоникского фронта заявило, что Декрет о мире не распространяется на русские войска за границей. Особые бригады были разделены на три категории: военные добровольцы, трудовые рабочие и лица, требовавшие немедленного возвращения в Россию (они были отправлены в Северную Африку). В результате на тыловых работах в Греции оказались около 14500 человек, в Северную Африку были переправлены 4500 солдат; во Францию военными добровольцами отправились свыше тысячи человек, в Иностранный легион вступило 1195 человек (кроме того, солдаты-поляки из особых бригад вошли в организованные во Франции польские формирования).
К концу 1918 г. более половины состава трудовых батальонов умерло от голода и болезней. Основная масса солдат вернулась в Россию в 1920 г., но репатриация завершилась только в 1923 г. Большинство бойцов особых бригад по возвращении приняли
участие в Гражданской войне (2/3 на стороне Красной Армии; 1/3 в рядах Белого движения).

## Знаки различия
Воинская часть: Управление бригады Экспедиционного корпуса русской армии во Франции и Греции. 2-я особая пехотная бригада (Греция, Салоникский фронт):
| Описание     | Знаки различия 1916—1917 гг. | Знаки различия 1916—1917 гг. | Знаки различия 1916—1917 гг. | Знаки различия 1916—1917 гг. | Знаки различия 1916—1917 гг. | Знаки различия 1916—1917 гг. | Знаки различия 1916—1917 гг. | Знаки различия 1916—1917 гг. |
| ------------ | ---------------------------- | ---------------------------- | ---------------------------- | ---------------------------- | ---------------------------- | ---------------------------- | ---------------------------- | ---------------------------- |
| Погоны       |                              |                              |                              |                              |                              |                              |                              |                              |
| Классный чин | Генерал- майор               | Полковник                    | Подполковник                 | Капитан                      | Штабс-капитан                | Пору́чик                      | Подпоручик                   |                              |
| Группа       | Генералы                     | Штаб-офицеры                 | Штаб-офицеры                 | Обер-офицеры                 | Обер-офицеры                 | Обер-офицеры                 | Обер-офицеры                 |                              |

Воинская часть: Управление бригады и маршевый батальон Экспедиционного корпуса русской армии во Франции и Греции. 2-я особая пехотная бригада (Греция, Салоникский фронт):
| Описание                                  | Знаки различия 1916—1917 гг. | Знаки различия 1916—1917 гг. | Знаки различия 1916—1917 гг. | Знаки различия 1916—1917 гг. | Знаки различия 1916—1917 гг. |
| ----------------------------------------- | ---------------------------- | ---------------------------- | ---------------------------- | ---------------------------- | ---------------------------- |
| Погоны                                    |                              |                              |                              |                              |                              |
| Воинское звание или равное ему нестроевое | Фельдфебель                  | Старший унтер-офицер         | Младший унтер-офицер         | Ефрейтор                     | Рядовой                      |
| Группа                                    | Унтер-офицеры                | Унтер-офицеры                | Унтер-офицеры                | Рядовые                      | Рядовые                      |